# 江戸屋 (北海道)
株式会社江戸屋（えどや）は、北海道帯広市に本社を置く珍味メーカーである。

## 概要
創業当時は珍味の卸売業専門だったが、現在では農・畜・海・水産物の開発・加工・販売と、幅広いジャンルで事業を展開している。

## 歴史
- 1955年（昭和30年）4月 - 珍味卸売業（個人営業）として帯広市で創業[1]
- 1962年（昭和37年）4月 - 資本金100万円で株式会社江戸屋設立[1]
- 1966年（昭和41年）4月 - 北見市に北見支店を開設[1]
- 1967年（昭和42年）1月 - 200万円増資/資本金300万円[1]
- 1968年（昭和43年）4月 - 釧路市に釧路支店を開設[1]
- 1970年（昭和45年）7月 - 200万円増資/資本金500万円[1]
- 1971年（昭和46年）4月 - 札幌市に札幌支店を開設[1]
- 1973年（昭和48年）6月 - 500万円増資/資本金1,000万円[1]
- 1979年（昭和54年）9月 - 本社・工場を新築移転[1]
- 1980年（昭和55年）4月 - 札幌支店新築改装[1]
- 1982年（昭和57年）4月 - 帯広・十勝の名産、物産、ギフト郷土品開発事業部発足[1]
- 1987年（昭和62年）10月 - 釧路支店新築[1]
- 1988年（昭和63年）
  - 4月 - 郷土品開発事業部を特販部として開設[1]
  - 9月 - 帯広支店社屋を新築して営業部の分離開設[1]
- 1989年（平成元年）4月 - 特販部が独立し、有限会社ノース・ピー設立/資本金570万円[1]
- 1993年（平成5年）
  - 8月 - 1,000万円増資/資本金2,000万円[1]
  - 10月 - 北見営業所新築[1]
- 1994年（平成6年）9月 - 江戸屋第2工場、ノース・ピー社屋建設[1]
- 1998年（平成10年）4月 - 商品開発・品質管理部開設[1]
- 2001年（平成13年）9月 - 札幌支店を新川工業団地に移転新築し、有限会社江戸屋販売設立/資本金800万円[1]
- 2003年（平成15年）
  - 6月 - 旭川営業所開設[1]
  - 7月 - 新江戸屋情報システム稼動[1]
- 2004年（平成16年）9月 - 有限会社江戸屋販売を株式会社江戸屋に社名変更200万円増資/資本金1,000万円[1]
- 2005年（平成17年）1月 - 帯広にHACCP対応新工場建設[1]
- 2007年（平成19年）6月 - 北見営業所を閉鎖し、旭川営業所へ統合[1]
- 2011年（平成23年）4月 - 株式会社江戸屋（帯広）を存続会社として、株式会社江戸屋（札幌）および有限会社ノース・ピーの3社を合併。資本金3,570万円[1]
- 2012年（平成24年）4月 - 設立50周年[1]
- 2015年（平成27年）4月 - 創業60周年[1]
- 2017年（平成29年）10月 - ノース・ピー事業部 アイスクリーム工場を新設[1]

## 商品
- いか製品
- 魚製品
- 貝・海藻類
- 肉製品
- 乳製品
- 木の実・ドライフルーツ製品
- 菓子・豆菓子製品
- 詰合せ・アソート製品

## 事業所
- 本社・工場 北海道帯広市西19条南1丁目713
- 営業本部 北海道札幌市北区新川西3条1丁目2-1
- ノース・ピー事業部 北海道帯広市西19条南1丁目4-16